# Aérodrome de Granville-Mont-Saint-Michel
 (avril 2023).
Pour les articles homonymes, voir GFR.
L’aéroport de Granville-Mont-Saint-Michel (code IATA : GFR • code OACI : LFRF) est un aéroport français situé sur la commune de Bréville-sur-Mer à une dizaine de kilomètres au nord de Granville dans le département de la Manche en Normandie.

## Histoire
Par deux fois, en 1933 et en 1939, la chambre de commerce et d'industrie de Granville donne un avis favorable à la création d’un aérodrome. Sa piste avait été faite en tangue prélevée dans les marais de Saint-Martin-de-Bréhal.
L'aérodrome, ouvert en 1947 est à l'origine une piste d'envol américaine. La piste avait été faite en tangue prélevée dans les marais de Saint-Martin-de Bréhal.
Les marais situés à l'emplacement de l'actuel aérodrome avaient été sommairement aménagés par les Américains qui en avaient fait une plateforme d'envol pour des avions d'observation ou de liaison.
La compagnie Jersey Airlines (devenue British United CI Airways) assurait un vol entre Granville et Jersey au milieu des années 1960 en Dakmaster.
La Chambre de commerce et d'industrie de Granville-Saint Lô en a assuré la gestion à partir de 1973.
Une liaison quotidienne avec Jersey a été mise en place dans les années 1970.
La compagnie aérienne Air Ouest exploitait la ligne Granville-Jersey du 01 juillet 1975 à octobre 1975, 2 à 3 fois par jour en Britten Norman Islander (BN2A) de 9 places tout comme à l’été 1976.
En 1979, la piste est entièrement refaite.
En 2009, Granville Aviation voulait créer une ligne aérienne entre Granville et Jersey.
La deuxième aérogare est inaugurée en 2003. Elle est composée d’un bâtiment principal et surmontée d’une tour de contrôle.
En 2012, l'aéroport voit la suppression du point de passage frontalier assurant la liaison vers les îles Anglo-Normandes,.
L'aérodrome fête ses 70 ans le 3 septembre 2017.
Aujourd'hui, l'aéroport Granville-Mont-Saint-Michel est spécialisé dans l'aviation de tourisme et de loisirs, l'aéroport de Caen-Carpiquet assurant les lignes régulières.
Depuis le 1er janvier 2021, c'est le département de la Manche qui en assure la gestion et l’entretien.  

## Installations

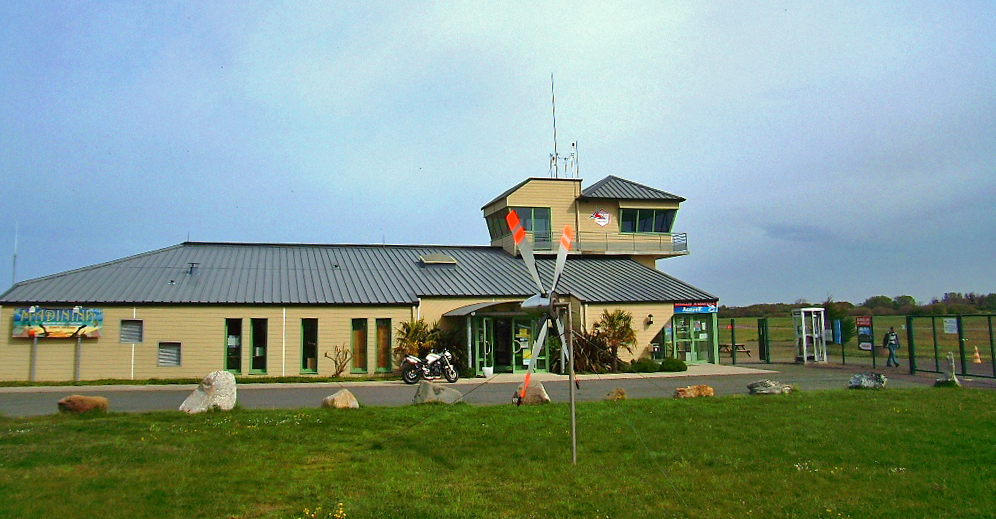
Aérogare et tour de contrôle de l'aéroport.

L’aéroport de Granville occupe une surface de 52 hectares. Il est équipé d’une piste bitumée orientée est-ouest (06/24), avec balisage lumineux commandable par les pilotes (PCL), longue de 960 m et large de 30 m. Une autre piste, en herbe, longue de 260 m et orientée sud-nord (17/35), est utilisée par les ULM.
Le bâtiment principal est surmonté d’une vigie (tour de contrôle) mais l’aérodrome n’est pas contrôlé : il dispose seulement d’un service d’information de vol (AFIS) activé uniquement entre mai et septembre, certains jours de la semaine. Le reste du temps, les communications s’effectuent en auto-information sur la fréquence de 118,105 MHz.
Le site dispose également d’une aérogare de 100 m2, d’un hangar de 600 m2, d’une aire de stationnement de 11 400 m2 et d’une station Total d’avitaillement en carburant (100LL) fonctionnant en continu (automate).
L’aérogare est adaptée aux personnes à mobilité réduite et dispose d’un parking de cinquante places.

## Situation
| \| 20 km1:570 000 \| Étrépagny Bernay · Saint-Martin Saint-André · de-l'Eure BAN Évreux-Fauville Alençon · Valframbert Argentan Bagnoles-de-l'Orne Flers · Saint-Paul L'Aigle · Saint-Michel Mortagne · au-Perche Avranches · Le Val-Saint-Père Lessay Cherbourg Granville · Mont-Saint-Michel Caen · Carpiquet Deauville Falaise · Mont d'Eraines Eu - Mers - Le Tréport Dieppe · Saint-Aubin Saint-Valery · Vittefleur Havre · St-Romain-de-Colbosc Rouen · Vallée Seine Havre · Octeville |
| 20 km1:570 000 |

## Activités
En 2011, le site a connu 15 000 mouvements, dont 10 000 vols locaux et 5 000 voyages. Depuis 2005, la plate-forme n’accueille plus de mouvements commerciaux.
Depuis le 1er janvier 2012, les vols directs à destination des îles Anglo-Normandes ne sont plus possibles, Granville n’étant plus désormais un point de passage frontalier.
Un restaurant antillais était en activité dans l’aérogare, mais il a fermé.

### Aviation de loisir
Deux aéro-clubs et une école d’ULM sont implantés sur la plate-forme :
- Aéro-club de Granville
- Manche Aéro-club
- ULM Air Cotentin

### Parachutisme
Le site dispose d’une activité de parachutisme importante :
- École Régionale de Parachutisme
- Abalone Parachutisme

### Sécurité civile
La base hélicoptère de la Sécurité Civile qui se situait à Donville-les-Bains, est depuis le 07 mai 2024 basée sur l'aérodrome de Granville et ceci après  plus de 10 ans de retard sur le projet en raison des malfaçons du bâtiment accueillant l'hélicoptère Airbus EC-145 (indicatif Dragon 50) sur 1 000 m². La base est médicalisée depuis 2017, c'est-à-dire que la journée, elle accueille en plus des personnels de la sécurité civile (pilotes et mécaniciens), des personnels urgentistes (médecins et infirmiers du Service départemental d’incendie et de secours de la Manche), une des rares bases de France médicalisée.